# Maurizio Lombardi
Maurizio Lombardi (Firenze, 17 novembre 1973) è un attore e regista teatrale italiano.

## Biografia
Da ragazzo è incostante e distratto negli studi, tanto da far credere ai familiari di essere affetto da un deficit di attenzione e il suo apprendistato teatrale comincia proprio all'Istituto Salvemini di Firenze, dove a dispetto degli insuccessi scolastici diverte professori e compagni con le sue prime imitazioni, che continueranno a svilupparsi in seguito nei villaggi turistici in Sardegna, dove lavora come animatore. Tuttavia, prosegue negli studi frequentando la facoltà di architettura all'Università di Firenze.
Ma la decisione effettiva di dedicarsi alla carriera dell'attore arriva molto presto, leggendo per la prima volta a 14 anni Il conte di Montecristo. Poco tempo dopo, viene scelto da Ugo Chiti per entrare a fare parte della sua compagnia Arca Azzurra, in cui rimane per dieci anni, interpretando i ruoli più disparati creati dal grande drammaturgo toscano. È questo lungo apprendistato a formare il suo eclettismo e la sua versatilità come interprete. Memorabile rimane la sua interpretazione di Giovannino, un ragazzino affetto da disturbi mentali, ne I ragazzi di via della Scala.
Come da tradizione fiorentina, si stacca dalla bottega del maestro Ugo Chiti per portare avanti il suo stile personale: da una parte, comincia a scrivere i propri spettacoli (commedie musicali, one-man show e monologhi teatrali); dall'altra, inizia un suo metodo di approfondimento e di studio sulla voce, sul corpo e sulla mimica, affiancandosi a maestri come Gabriella Bartolomei e Franco di Francescantonio e più avanti con Ivana Chubbuck, iniziando a lavorare nel cinema e nella televisione.
Fra i lavori più recenti vanno ricordati: la sua interpretazione di Oliver, co-protagonista nello spettacolo The Pride di Alexi Kaye Campbell, diretto e interpretato da Luca Zingaretti, che ha ottenuto un grande successo per due stagioni consecutive, e il tutto esaurito per tre settimane al Piccolo Teatro di Milano; e il cardinale omosessuale Mario Assente, nella serie The Young Pope e The New Pope di Paolo Sorrentino. Il 4 marzo 2019 è andata in onda la prima puntata della miniserie televisiva Il nome della rosa, tratto dall'omonimo libro di Umberto Eco, che lo vede tra i protagonisti. Lombardi ha interpretato il Tonno nel film Pinocchio (2019) di Matteo Garrone: la faccia del Tonno è quella dell'attore con indosso una maschera prostetica, mentre il corpo dell'animale è stato creato con effetti digitali. Lombardi è uno dei tre attori ad essersi doppiato da solo (diretto da Francesco Vairano) nella versione inglese del film, in cui ha doppiato anche un altro personaggio: il Corvo, interpretato da Massimiliano Gallo.
Nel 2016 è stato candidato per il premio Le Maschere del Teatro Italiano come migliore attore non protagonista.

## Filmografia

### Cinema
- Una notte per decidere, regia di Philip Haas (2000)
- Il silenzio dell'allodola, regia di David Ballerini (2005)
- ...e se domani, regia di Giovanni La Parola (2005)
- 10 ragazze, regia di Tessa Bernardi (2011)
- C'è chi dice no, regia di Giambattista Avellino (2011)
- I primi della lista, regia di Roan Johnson (2011)
- La terra e il vento, regia di Sebastian Maulucci (2013)
- I calcianti, regia di Stefano Lorenzi (2015)
- L'Universale, regia di Federico Micali (2016)
- Chi m'ha visto, regia di Alessandro Pondi (2017)
- Metti una notte, regia di Cosimo Messeri (2017)
- Tutti i soldi del mondo (All the Money in the World), regia di Ridley Scott (2017)
- Il ragazzo invisibile - Seconda generazione, regia di Gabriele Salvatores (2018)
- Metti la nonna in freezer, regia di Giancarlo Fontana e Giuseppe Stasi (2018)
- Non è vero ma ci credo, regia di Stefano Anselmi (2018)
- Tutta un'altra vita, regia di Alessandro Pondi (2019)
- The Nest (Il nido), regia di Roberto De Feo (2019)
- Pinocchio, regia di Matteo Garrone (2019)
- Tigers, regia di Ronnie Sandahl (2020)
- School of Mafia, regia di Alessandro Pondi (2021)
- E noi come stronzi rimanemmo a guardare, regia di Pif (2021)
- Tapirulàn, regia di Claudia Gerini (2022)
- Princess, regia di Roberto De Paolis (2022)
- Rapiniamo il duce, regia di Renato De Maria (2022)
- Di là dal fiume e tra gli alberi (Across the River and into the Trees), regia di Paula Ortiz (2022)
- Amusia, regia di Marescotti Ruspoli (2023)
- Mi fanno male i capelli, regia di Roberta Torre (2023)
- Vangelo secondo Maria, regia di Paolo Zucca (2023)
- Romeo è Giulietta, regia di Giovanni Veronesi (2024)

### Televisione
- Don Matteo – serie TV, episodio 6x04 (2008)
- Romanzo criminale - La serie – serie TV, episodio 2x06 (2010)
- I delitti del BarLume – serie TV, 2 episodi (2013)
- Mario – serie TV, 14 episodi (2014)
- Il candidato - Zucca presidente – serie TV, 1 episodio (2014)
- L'Oriana, regia di Marco Turco – miniserie TV (2015)
- 1992 – serie TV, 4 episodi (2015)
- Limbo – film TV (2015)
- Non uccidere – serie TV, episodio 1x12 (2016)
- Dov'è Mario? – serie TV, 3 episodi (2016)
- The Young Pope – serie TV, 5 episodi (2016)
- 1993 – serie TV, 2 episodi (2017)
- I Medici (Medici: The Magnificent) – serie TV, episodi 2x04-2x06-2x07 (2018)
- Il nome della rosa (The Name of the Rose), regia di Giacomo Battiato – miniserie TV, 4 episodi (2019)
- 1994 – serie TV, 3 episodi (2019)
- The New Pope – serie TV, 9 episodi (2020)
- Riviera – serie TV, episodio 3x01 (2020)
- Non mi lasciare – serie TV (2022)
- Monterossi – serie TV (2022-2023)
- L'Ora - Inchiostro contro piombo, regia di Piero Messina, Ciro D'Emilio, Stefano Lorenzi – miniserie TV (2022)
- Ripley, regia di Steven Zaillian – miniserie TV (2024)
- Sei nell'anima, regia di Cinzia TH Torrini – film TV (2024)
- Citadel: Diana – serie TV, 6 episodi (2024)
- M - Il figlio del secolo, regia di Joe Wright – miniserie TV, 5 puntate (2025)

## Teatro
- Quattro bombe in tasca, regia di Ugo Chiti (2000)
- La Cena delle Beffe, regia di Ugo Chiti (2001)
- Nero Cardinale, regia di Ugo Chiti (2002)
- Amleto Moleskine, regia di Ugo Chiti (2003)
- I ragazzi di via della Scala, regia di Ugo Chiti (2003)
- Genesi, regia di Ugo Chiti (2005)
- No Parti, regia di Maurizio Lombardi (2008)
- Closer, regia di Massimiliano Gracili (2008)
- Macbeth, regia di Gabriele Lavia (2008)
- Tutto Shakespeare in 90 minuti, regia di Alessandro Benvenuti, con Zuzzurro e Gaspare (2013)
- Pugni di Zolfo, regia di Maurizio Lombardi (al Fringe Festival di Edimburgo, 2014, con il titolo Fists of Sulfur)
- Biancaneve, regia di Maurizio Lombardi (2015)
- Peter Pan, regia di Maurizio Lombardi (2015)
- The Pride, regia di Luca Zingaretti (2016)
- L'uomo Rondine, regia di Maurizio Lombardi (2017)

## Doppiaggio
- De Ambrosis in La famosa invasione degli orsi in Sicilia

Lombardi ha inoltre doppiato se stesso nella versione italiana dei prodotti in cui ha recitato in altre lingue e nella versione inglese del film Pinocchio (2019), in cui ha anche doppiato l'attore Massimiliano Gallo esclusivamente nel ruolo del Corvo.

## Premi e riconoscimenti
- Nastro d'argento
  - 2024 – Migliore attore in un film commedia - Romeo è Giuliettaù
- Corti d'argento
  - 2025 – Cotro d'argento – Finzione per A Domani